# La història del camell que plora
 La història del camell que plora  (original: Die geschichte vom weinenden Kamel) és una pel·lícula documental de 2003 dirigida i escrita per Byambasuren Davaa i Luigi Falorni. Ha estat doblada al català.

## Argument
Durant la primavera, una família de pastors nòmades del desert del Gobi (Mongòlia) ajuda en el naixement de seus camells. Una de les camelles té un part difícil, però amb l'ajuda de la família, finalment neix una cria de camell albina. Malgrat els esforços de la família, la mare rebutja el nounat camell, impedint que s'alleti. Quan totes les esperances s'esvaeixen, la família envia els seus dos fills petits en un viatge a través del desert a la recerca d'un músic: un violinista. Aquest interpreta amb el seu violí una antiga música tradicional que, amb els càntics de la dona aconsegueixen que, quan el petit camell és portat de nou a la mare, aquesta es posi a plorar i el deixi alletar-se permetent d'aquesta manera que sobrevisqui.

## Repartiment
- Janchiv Ayurzana: 	Janchiv
- Chimed Ohin: 	Chimed
- Amgaabazar Gonson 	: 	Amgaa
- Zeveljamz Nyam: 	Zevel
- Ikhbayar Amgaabazar: 	Ikchee
- Odgerel Ayusch: 	Odgoo
- Enkhbulgan Ikhbayar: 	Dude
- Uuganbaatar Ikhbayar: Ugna
- Guntbaatar Ikhbayar: 	Guntee
- Munkhbayar Lhagvaa: 	Munkbayar, professor de violí
- Ariunjargal Adiya: 	Ajudant del professor
- Dogo Roljav: 	Familiar Aimak I
- Chuluunzezeg Gur 	:Familiar Aimak II

## Premis i nominacions

### Nominacions
- 2005. Oscar al millor documental per Luigi Falorni i Byambasuren Davaa